# Deroplatyidae
Famille
Les  Deroplatyidae sont une famille d'insectes de l'ordre des Mantodea.

## Répartition
Les genres de cette famille se rencontrent dans les zones afrotropicale et paléarctique,.

## Description
Les membres de la famille des Deroplatyidae se distinguent de tous les autres Mantoptères par la combinaison de caractères suivante  : 
- les espèces sont brunâtres, de forme plutôt allongée, et ressemblent à un bâton ou à une feuille ;
- le vertex est sans processus. Les yeux sont arrondis ou légèrement coniques. Les renflements juxta-oculaires sont indistincts. Le bouclier frontal n'est pas caréné ;
- le pronotum est soit très allongé, au moins cinq à six fois plus long que large, soit avec une grande expansion foliacée sur toute la marge. La dilatation supracoxale est bien marquée, mais peut être obscurcie par l'expansion foliacée. Le metazona est au moins trois fois plus long que le prozona ;
- les lobes apicaux du fémur antérieur portent au plus une très courte épine. Les fémurs antérieurs arborent quatre épines discoïdales et quatre épines postéro-ventrales, sans crénulation distincte entre les épines postéro-ventrales. Les épines postéro-ventrales des tibias antérieurs ne sont pas décombantes. Les pattes marcheuses présentent parfois des lobes ventraux subapicaux ;
- les mâles sont mésoptères à macroptères et les femelles macroptères à brachyptères ;
- une oreille cyclopéenne est présente. La plaque supra-anale est arrondie ou incisée et présente des marges sinueuses. Les cerques sont cylindriques et plus courts que la moitié de la longueur de l'abdomen. Les phallomères sont sclérotisés. Les processus du complexe gauche sont séparés. Le phallomère ventral présente très généralement un lobe basal sur le côté droit. Le processus distal primaire est transloqué sur le côté gauche du phallomère ventral. Le processus distal médian secondaire et le processus distal latéral secondaire sont souvent présents tous les deux. L'apophyse phalloïde est courte et bifurquée ou avec un lobe antérieur réduit. Le processus apical est de forme normale. La lamelle dorsale du phallomère gauche ne présente pas de lobe arrondi le long de la marge gauche.

## Liste des sous-familles, tribus et genres
Selon Schwarz & Roy, 2019 :
- Sous-famille des Popinae Brunner de Wattenwyl, 1893
  - Tribu des Popini Brunner de Wattenwyl, 1893
    - Popa Stål, 1856 - [Afrotropicale, Madagascar]
    - Macropopa Giglio-Tos, 1914 - [Afrotropicale]
    - Danuria Stål, 1856 - [Afrotropicale]
    - Danuriodes Giglio-Tos, 1907 - [Afrotropicale]
    - Macrodanuria Sjöstedt, 1900 - [Afrotropicale]
    - Neodanuria La Greca & Lombardo, 1987 - [Afrotropicale]

  - Tribu des Leptocolini Giglio-Tos, 1916
  - Sous-tribu des Euchomenina Giglio-Tos, 1916
    - Euchomena Saussure, 1870 - [Madagascar]

  - Sous-tribu des Leptocolina Giglio-Tos, 1916
    - Afrothespis Roy, 2006 - [Afrotropicale]
    - Stenopyga Karsch, 1892 - [Afrotropicale]
    - Stenopygella Giglio-Tos, 1916 - [Afrotropicale]
    - Agriomantis Giglio-Tos, 1916 - [Afrotropicale]
    - Agrionopsis Werner, 1908 - [Afrotropicale]
    - Leptocola Gerstaecker, 1883 - [Afrotropicale]
- Sous-famille des Deroplatyinae Westwood, 1889
  - Tribu des Euchomenellini Giglio-Tos, 1916
    - Tagalomantis Hebard, 1920 - [Orientale]
    - Euchomenella Giglio-Tos, 1916 - [Orientale]
    - Indomenella Roy, 2008 - [Orientale]
    - Phasmomantella Vermeersch, 2018 - [Orientale]

  - Tribu des Deroplatyini  Westwood, 1889
    - Sous-tribu des Pseudempusina Rehn, 1911
      - Pseudempusa Brunner de Wattenwyl, 1893 - [Orientale]
      - Mythomantis Giglio-Tos, 1916 - [Orientale]

    - Sous-tribu des Deroplatyina Westwood 1889
      - Deroplatys Westwood, 1839 - [Orientale]

## Systématique
La famille des Deroplatyidae a été nommée en 1889 par l'entomologiste britannique John Obadiah Westwood (1805-1893). Son genre type est Deroplatys Westwood, 1889,.

### Publication originale
- (la) John Obadiah Westwood, Revisio insectorum familiae mantidarum, speciebus novis aut minus cognitis descriptis et delineates, Londres, Gurney & Jackson, 1889, 53 p.